# Victor Gruen
Pour les articles homonymes, voir Gruen.
Victor David Gruen (18 juillet 1903 - 14 février 1980), né Viktor David Grünbaum en Autriche, est un architecte commercial américain.

## Biographie
Gruen nait à Vienne et étudie l’architecture à l’Académie des beaux-arts de Vienne. Juif, socialiste, il émigre aux États-Unis en 1938 au moment de l’Anschluss. À son arrivée à New York, il change son nom pour Gruen et devient dessinateur. En 1941, il déménage à Los Angeles et y fonde, en 1951, Victor Gruen Associates qui deviendra un important bureau d’architecture et d’urbanisme dans l’après-guerre.
En 1954, il dessine le premier centre commercial de banlieue, le Northland Center près de Détroit. Le succès de ce premier projet entraîne la commande des plans du Southdale Center, le premier centre commercial indoor. Parce qu’il a inventé le centre commercial moderne, Malcolm Gladwell écrit dans The New Yorker, que « Victor Gruen est sans doute l’architecte le plus influent du XXe siècle. »
La bourgeoisie blanche qui habite la banlieue des grandes villes américaines va trouver dans le centre commercial de banlieue le miroir consumériste de sa prospérité. Comme l'écrit The Economist, dans un article sur la naissance et la mort des malls, « Gruen réussit du premier coup un nombre impressionnant d'innovations. Il construit une voie d'accès tout autour du bâtiment pour permettre à la moitié des visiteurs d’entrer par le premier étage et à l'autre moitié par le rez-de-chaussée — une idée qui deviendra un standard du centre commercial. Les balcons des galeries sont bas pour permettre de voir les boutiques au-dessus ou au-dessous de là où l'on fait son shopping. Le parking est doté d'une signalétique qui permet de mémoriser où la voiture est garée. »
Gruen conçoit le South Coast Plaza, le plus grand centre commercial de la côte ouest des États-Unis, inauguré en mars 1967 par Henry J. Segerstrom, le propriétaire de l'entreprise C.J. Segerstrom & Sons.
En fin de carrière, Gruen rejette la paternité des centres commerciaux géants qui le font déprimer. « Ces constructions bâtardes ont détruit nos villes » déclare-t-il en 1978, estimant que les promoteurs immobiliers ont dévoyé son idée. 